# نادي الشباب (السعودية)
نادي الشباب السعودي لكرة القدم هو نادٍ كرة قدم سعودي محترف مقرهُ في العاصمة السعودية الرياض وهو يعد أقدم أندية مدينة الرياض تأسس نادي الشباب في عام 1947، وفي عام 1968 صدر قرار من المدير العام لرعاية الشباب الامير خالد الفيصل دمج شباب الرياض مع نجمة الرياض الذي كان شعاره الازرق والبرتقالي و كان مدموج مسبقاً مع المريخ تم دمج الناديين شباب الرياض و نجمة الرياض في نادٍ واحد يحمل اسم الشباب برئاسة الشيخ عبد الحميد مشخص ويعد الفريق الأول لرياضة كرة القدم بنادي الشباب السعودي أحد أشهر الفرق على المستوى السعودي والعربي والآسيوي لأنه حقق العديد من الإنجازات والبطولات المحلية مثل تحقيقه لـ الدوري السعودي للمحترفين 6 مرات، وحقق بطولتين على مستوى الخليج العربي في دوري أبطال الخليج وعددا من البطولات والإنجازات العربية مثل تحقيقه لأربع بطولات عربية للأندية منها دوري أبطال العرب مرتين وكأس السوبر العربي مرتين، إضافة إلى تحقيقه بطولات وإنجازات آسيوية مثل تحقيقه لـ كأس الكؤوس الآسيوية عام 2001.
قدم الفريق الأول لكرة القدم بنادي الشباب السعودي العديد من اللاعبين ومنهم سعيد العويران الذي سجل هدف في نهائيات كأس العالم 1994 في مرمى المنتخب البلجيكي واختار الإتحاد الدولي لكرة القدم هذا الهدف من ضمن أفضل الأهداف في تاريخ كؤوس العالم، وفي موسم 1994 قدم له الإتحاد الآسيوي لكرة القدم جائزة أفضل لاعب في آسيا لموسم 1994، كذلك اللاعب فؤاد أنور الذي حصل على جائزة أفضل لاعب عربي لموسم 1993 واختير من أفضل 20 لاعب في نهائيات كأس العالم 1994، واللاعب فهد المهلل هداف الدوري السعودي الممتاز موسم 1991، واللاعب خالد المعجل هداف الدوري السعودي الممتاز مرتين مواسم 1982 و1988.

## تأسيس النادي
نادي الشباب السعودي هو أقدم نادي في المنطقة الوسطى ويعد من أحد أميز أندية المملكة العربية السعودية وتحديدا في المنطقة الوسطى يسير منذ تأسيسه بخطى واثقة ومدروسة جاءت بتوفيق الله ثم بدعم أعضاء الشرف ورجالات النادي حتى بات اليوم مضرب المثل في النموذجية في التميز، حيث تأسس الليث في عام 1367 هـ / 1947 حيث كان في البداية يسمى (نادي شباب الرياض) وذلك حتى العام 1388 هـ / 1968 م حيث إنضم كل من ناديي (النجمة) و (المريخ) بقرار من الاتحاد السعودي لنادي (شباب الرياض) والذي أصبح بعدها تحت المسمى المعروف نادي الشباب. هذا وحدث انفصال في البيت الشبابي عام 1377 هـ / 1957 م نتج عنه خروج عبد الرحمن بن سعيد مع بعض من اللاعبين آنذاك من نادي الشباب، وتأسيس نادي جديد يسمى (الأولمبي) والذي يعرف حالياً بنادي الهلال.

## شعار وألوان النادي

الشعار الأول لنادي الشباب

شعار نادي الشباب إلى 2021

من المفارقات التاريخية أن الشباب يعد النادي العاصمي الوحيد الذي جرى استبدال شعاره أكثر من مرة بخلاف جيرانه نادي الرياض - نادي النصر - نادي الهلال.
في بداية التأسيس 1947م - الموافق 1367هـ، حملت الألوان (الأخضر والأبيض) أول قميص للفريق الشبابي باختيار أحد مؤسسي الكيان الأبيض وهو الشيخ صالح ظفران -رحمه الله- وارتداه لاعبوه بعد مرور عامين فقط على الانطلاقة الفعلية لمزاولة كرة القدم في العاصمة الرياض، قبل أن يندمج نادي النجمة مع (شباب الرياض) «مسمى النادي حينها» بقرار من الإدارة العامة لرعاية الشباب في نهاية الستينات الميلادية 1968 - الموافق 1388هـ ويتم الاحتفاظ باسم (الشباب) على أن يتغير بعد ذلك شعار النادي ولون الفريق لأول مرة إلى ألوان النجمة (البرتقالي والأزرق).
عقب تولي الأمير فهد بن ناصر بن عبد العزيز آل سعود مقاليد رئاسة الشباب مطلع التسعينات الهجرية - الموافق بداية السبعينات الميلادية، استبدل النادي شعاره الأول (البرتقالي والأزرق)، فقد شهدت منتصف السبعينات الميلادية، الموافق منتصف التسعينات الهجرية؛ أو حسب أقوال 1398هـ، الموافق 78/77م تغيير الشبابيين لشعار ناديهم وألوان الفريق إلى اللونين اللذين اشتهر واستمر بهما (الأبيض والأسود)، ودخل معهما اللون (الرمادي) في فترات لا تذكر بعد احتجاج نادي هجر وطلب وزارة الرياضة (السعودية) «رعاية الشباب حينها».
ابتداءً من الموسم الكروي السعودي 2012/2011م عاد اللون (البرتقالي) مجددًا، وتمت إضافته إلى شعار النادي ليشكل اللون الثالث لفريق الشباب بعد الأبيض والأسود. الفكرة راودت الرئيس خالد البلطان مطلع السنة الميلادية 2011، وقد كان الغرض من إعادة واسترجاع اللون الشبابي القديم إلى شعار، وأطقم النادي بعد 3 عقود منذ التأسيس؛ يرجع لأمور تسويقية بحتة وإلى كسر سيطرة الألوان الأساسية الأبيض & الأسود. «تصريحات إدارة الشباب وقت التدشين الرسمي».
في 15 أغسطس، 2021م عقد نادي الشباب جمعيته العمومية العادية، وذلك بحضور رئيس مجلس إدارة النادي الأستاذ خالد البلطان، وأعضاء مجلس الإدارة، وممثلي وزارة الرياضة، وقد تضمنت الأعمال عدة محاور مهمة في تاريخ النادي منها استعراض واعتماد الشعار والهوية الجديدة للنادي التي لم تختلف كثيرًا عن الهوية السابقة. حمل ذلك تثبيت الشعار الكلاسيكي (مخالب الليث) واللونين (الأبيض & الأسود)، وإزالة اللون (البرتقالي) إلى درجة أغمق باللون (المعدني Metallic / النحاسي)؛ لأسباب تعود إلى الاكتفاء من اللون البرتقالي بعد مضي 10 سنوات على إضافته لشعار النادي، والرغبة بمواكبة رؤية «الشباب» السعودي والتطور والحراك الزمني بإضافة هوية ولون جديد يدل على سمة النادي وأهدافه.
أصبح شعار نادي الشباب بالألوان الأساسية (الأبيض والأسود ولون ثالث «معدني»).

## مقر النادي
ويقع مقر نادي الشباب على طريق الملك فهد في حي الصحافة (الرياض) شمال مركز مدينة الرياض.
وهذا الحي يحتوي على العديد من إدارات الصحف في المملكة وأطول برج سكني برج رافال،
يتميز نادي الشباب بموقعه الاستراتيجي شمال مدينة الرياض ; مما يجعله أغنى نادي سعودي بموقعه الاستثماري.

## منشآت النادي
- أربع ملاعب كرة القدم، الملعب الرئيسي أطلق عليه اسم صاحب السمو الملكي الأمير خالد بن سلطان بن عبد العزيز، ويتسع الملعب لعشرة آلاف متفرج.
- صالة مغلقة تمارس بها ألعاب السلة، اليد، الطائرة، ويتوفر بها ستمائة (600) مقعد للمتفرجين بالإضافة إلى مكاتب المدربين وإداريي الفرق المختلفة، وكذلك يوجد بالنادي ملعبان مكشوفان لكرة السلة، وملعبان للكرة الطائرة، وملعب لكرة اليد، وثلاث ملاعب للتنس الأرضي.
- يوجد بالنادي مسرح وقاعة محاضرات مجهزة بنظام متكامل من الأنظمة السمعية والبصرية لإقامة المناسبات من ندوات وحفلات.
- «النادي الراقي»، وهو مجهز بأحدث المعدات الرياضية، ويشرف عليه مدربون متخصصون، ويوجد به غرفة بخار وجاكوزي، وثلاث صلات بناء أجسام ومسبح مغطى ومكيف، وهو يعتبر من أفخم الأندية الصحية بالمملكة.
- يوجد بالنادي حديقة للأطفال مجهزة بمسبح ولعب للأطفال.
- يوجد بالنادي ملاعب إسكواش مغطاه.
- مع الاستحداث الأخير بمقر النادي تم إنشاء مبنى خمس نجوم لمعسكرات الفريق.

* النادي منذ إعلان الرئيس خالد البلطان في 20 مارس، 2019 عبر برنامج (كوره روتانا) - روتانا خليجية يستعد إلى إطلاق وتدشين مشروع تطوير الملعب الرئيسي ومرافق النادي كاملة، ليصبح بذلك جاهز لاستقبال وخوض المباريات الرسمية في جميع المسابقات المحلية أو الآسيوية على مقر ملعبه كسابقة من نوعها في الرياضة السعودية.

## الرئيس الفخري لنادي الشباب السعودي
الرئيس الفخري لنادي الشباب السعودي ورئيس أعضاء هيئة الشرف ويُلقب بـ «رمز الشباب الأول» هو الأمير خالد بن سلطان بن عبدالعزيز آل سعود نائب وزير وزارة الدفاع و الطيران السعودية السابق وقائد القوات العربية ضمن قوات التحالف الدولي لتحرير دولة الكويت في حرب الخليج الثانية وقائد الجيش السعودي في حملة صعدة 2009 ومالك جريدة الحياة اللندنية.

## الألعاب الرياضية
كرة القدم - كرة السلة - كرة الطائرة - كرة اليد - السباحة - التنس - ألعاب القوى - الكاراتيه - الجودو - التايكوندو - الإسكواش - حيث يوجد لكل لعبة ثلاثة (3) فرق (أولى - شباب - ناشئين)

## بطولات الشباب السعودي
- على المستوى المحلي:
- الدوري السعودي للمحترفين:

البطل 6 مرات مواسم: 1991، 1992، 1993، 2004، 2006، 2012
- دوري الدرجة الأولى السعودي:

البطل مرة واحدة موسم: 1978
- كأس خادم الحرمين الشريفين:

البطل 3 مرات مواسم: 2008 و 2009 و 2014
- كأس السوبر السعودي:

البطل مرة موسم: 2014
- كأس ولي العهد:

البطل 3 مرات مواسم: 1993 و 1996 و 1999
- كأس الاتحاد السعودي:

البطل 6 مرات مواسم: 1988، 1989، 2009، 2010، 2011، 2015
- على المستوى الخارجي:
- على مستوى الخليج العربي :
- دوري أبطال الخليج:

البطل مرتين مواسم: 1993 و 1994
- على مستوى العالم العربي:
- كأس العرب للأندية الأبطال:

البطل مرتين مواسم: 1992 و 1999
- كأس السوبر العربي:

البطل مرتين مواسم: 1995 و 2000
- على مستوى قارة آسيا:
- كأس أبطال الكؤوس الآسيوية:

البطل مرة واحدة موسم: 2001
- كأس السوبر الآسيوي:

وصيف مرة واحدة موسم 2001
- دوري أبطال آسيا للنخبة:

وصيف مرة واحدة موسم: 1993
- جميع البطولات > - الموقع الرسمي للنادي

## ألقاب نادي الشباب
هناك ألقاب كثيرة أطلقت على نادي الشباب أشهرها:
- الليث الأبيض. (وقد لقب بهذا اللقب لألوان شعاره الأبيض والأسود).
- شيخ الأندية. (وقد لقب بهذا اللقب لأنه يعد النادي الأقدم في العاصمة والمنطقة الوسطى، وأحد أوائل الأندية تأسيساً على مستوى المملكة).
- فخر الوطن. (وقد لقب بهذا اللقب كونه مثل الوطن في عدة مناسبات خارجيًا، ولأنه أكثر الأندية خدمةً للمنتخب السعودي بلاعبيه على مر السنين).

## الفريق الأول
آخر تحديث 31 يناير 2025.
- المصدر الصفحة الرسمية لنادي الشباب عبر تويتر

المصدر
ملاحظة: تشير الأعلام إلى المنتخب بحسب قواعد الأهلية المعتمدة من قبل الفيفا؛ تنطبق بعض الاستثناءات المحدودة. وقد يحمل اللاعبون أكثر من جنسية لا تعترف بها الفيفا.
| الرقم | البلد          | المركز | اللاعب                         |
| ----- | -------------- | ------ | ------------------------------ |
| 2     | السعودية       | مدافع  | محمد الشويرخ                   |
| 4     | هولندا         | مدافع  | ويسلي هوديت                    |
| 5     | السعودية       | مدافع  | نادر الشراري                   |
| 6     | كولومبيا       | وسط    | غوستافو كوييار                 |
| 7     | إيطاليا        | وسط    | جياكومو بونافينتورا            |
| 8     | السعودية       | وسط    | فهد المولد                     |
| 9     | المغرب         | مهاجم  | عبد الرزاق حمد الله            |
| 10    | بلجيكا         | وسط    | يانيك كاراسكو                  |
| 11    | الأرجنتين      | وسط    | كريستيان جوانكا                |
| 12    | السعودية       | وسط    | ماجد كنبه                      |
| 15    | السعودية       | وسط    | مصعب الجوير (معار من الهلال)   |
| 16    | السعودية       | مدافع  | حسين الصبياني                  |
| 17    | السعودية       | وسط    | يونس الشنقيطي (معار من الأهلي) |
| 18    | كوريا الجنوبية | حارس   | كيم سيونج جيو                  |
| 21    | السعودية       | وسط    | نواف الصعدي                    |
| 22    | السعودية       | حارس   | محمد العتيبي                   |

| الرقم | البلد    | المركز | اللاعب                                   |
| ----- | -------- | ------ | ---------------------------------------- |
| 30    | البرازيل | مدافع  | روبرت رينان (معار من زينيت سانت بطرسبرغ) |
| 33    | السعودية | حارس   | عبد الله المعيوف                         |
| 38    | السعودية | مدافع  | محمد حربوش                               |
| 44    | السعودية | مدافع  | عواجي علوان U19                          |
| 45    | السعودية | مدافع  | أمجد حراج U19                            |
| 46    | السعودية | وسط    | عماد قيسي U19                            |
| 50    | السعودية | حارس   | محمد العبسي                              |
| 56    | البرتغال | وسط    | دانييل بودينسي                           |
| 60    | السعودية | حارس   | محمد الحكيم U19                          |
| 66    | السعودية | مدافع  | نواف القليميش                            |
| 70    | السعودية | مهاجم  | هارون كمارا                              |
| 71    | السعودية | وسط    | محمد الثاني (معار من نادي الحزم)         |
| 77    | السعودية | مهاجم  | حمد الخريف U19                           |
| 90    | السعودية | مهاجم  | ماجد عبد الله U19                        |
| --    | السعودية | مهاجم  | هشام آل دبيس                             |

### لاعبون غير مسجلين
ملاحظة: تشير الأعلام إلى المنتخب بحسب قواعد الأهلية المعتمدة من قبل الفيفا؛ تنطبق بعض الاستثناءات المحدودة. وقد يحمل اللاعبون أكثر من جنسية لا تعترف بها الفيفا.
| الرقم | البلد    | المركز | اللاعب     |
| ----- | -------- | ------ | ---------- |
| --    | السعودية | حارس   | موسى كمارا |

### المعارون
ملاحظة: تشير الأعلام إلى المنتخب بحسب قواعد الأهلية المعتمدة من قبل الفيفا؛ تنطبق بعض الاستثناءات المحدودة. وقد يحمل اللاعبون أكثر من جنسية لا تعترف بها الفيفا.
| الرقم | البلد    | المركز | اللاعب                             |
| ----- | -------- | ------ | ---------------------------------- |
| 13    | البرازيل | وسط    | كارلوس جونيور (معار إلى نادي نيوم) |
| 20    | السنغال  | مهاجم  | حبيب ديالو (معار إلى نادي ضمك)     |

| الرقم | البلد    | المركز | اللاعب                                |
| ----- | -------- | ------ | ------------------------------------- |
| 37    | السعودية | مهاجم  | عبد الله معتوق (معار إلى نادي الجندل) |

## نجوم النادي عبر التاريخ

### سعوديون
| - سعيد العويران - فؤاد أنور - عبد العزيز الرزقان - خالد المعجل - سالم سرور - مرزوق العتيبي - صالح الداوود |  | - فهد المهلل - محمد المغنم - عبد الرحمن الرومي - عواد العنزي - سعود العتيبي - عبد الله الشيحان - أحمد عطيف - عبده عطيف - زيد المولد - عبدالله السويلم - سعيد زاهر - مساعد السويلم |

### أجانب
| - إيفر بانيغا - محمد مانجا - منصور اياندو - بلادي كوما - رشيدي ياكيني - نشأت أكرم - خوان مانويل مارتنيز - غودوين أترام - يحيى جاكو - لاندومار |  | - رياض الجلاصي - يورغنسون - يوسف مريانا - خوسيه روجيرو بيريرا - برسيادو - عثماني ندوي - هنري انتشويت - اميرسون فيريرا - يحي ديسا - سعيد ركبي |  | - رشيد الداودي - مصطفى بيضوضان - عمر حاسي - عبد الجليل حدا - أمير عزمى - مايكل انيراموا - مارسيلو كماتشو - كلاوديني اليكساندر - ريكاردو بوفيو |  | - طلال البلوشي - فلافيو أمادو - طارق التايب - مساعد ندا - مارسيلو تفاريس - خوان مانويل أوليفيرا - سبيستيان تيجالي - فيرناندو مينيغازو - رافينها |

## مدربو نادي الشباب
- بخيت ياسين
- جربان
- محجوب حشقي
- علي
- محمود أبو رجيلة
- برتبانا
- جوبير
- جويل سانتانا
- لويس فيليب سكولاري
- لوري ساندري (حقق معه كأس الاتحاد السعودي عامي 1408, 1409)
- باولو لويس كامبوس (حقق معه دوري المحترفين السعودي|كأس دوري خادم الحرمين الشريفين)
- جين فيرنانديز (حقق معه كأس ولي العهد 1413)
- ألفارو كوريس (المصدر)
- يوري (مؤقت)
- جواو فرانسيسكو (حقق معه كأس ولي العهد 1419)
- كارلوس روبرتو دي كارفالهو (المصدر)
- هيليو فيرا
- لويس كارلوس
- آرثر بيرنانديس فيلهو
- زوماريو حقق معه كأس دوري خادم الحرمين الشريفين 1424
- دانييل روميو
- هومبيرتو كويلهو
- خوسيه مورايس على فترتين 2007 و 2014 (حقق معه كأس السوبر السعودي) 2014
- بندر الجعيثن (مؤقت)
- إبراهيم تحسين
- يوسف خميس
- عبد اللطيف الحسيني (مدرب اللياقة)(درب النادي في نهائي دوري خادم الحرمين الشريفين لموسم 1426,1425 وحقق معه البطولة)
- أحمد العجلاني (مؤقت)
- نيري ألبرتو بومبيدو
- اينزو هيكتور (حقق 4 بطولات هي: 1- بطل بطولة art الودية 2- بطل كأس خادم الحرمين الشريفين للأبطال 3- كأس الأمير فيصل بن فهد 4- بطل كأس خادم الحرمين الشريفين للأبطال)
- خايمي باتشيكو حقق معه كأس الأمير فيصل بن فهد 1431
- إدقار باريرا (مؤقت)
- خورخي فوساتي
- ميشيل برودوم (حقق معه دوري المحترفين السعودي بلا خسارة 1433)
- إيميلو فيريرا (مساعد برودهوم) (مؤقت)
- عمار السويح (حقق معه كأس خادم الحرمين الشريفين للأبطال 1435)
- ريناد ستامبف المعروف ب (ستامب) غير اسمه إلى عبد الله بعد إسلامه
- خايمي باتشيكو تمت إعادته لفترة قصيرة ومن ثم إقالته في نفس العام 2015م.
- عادل عبد الرحمن (مدرب الأولمبي 2015م) (مؤقت)
- ألفارو غوتيريز 2015م
- فتحي الجبال 2016م بداية السنة الجديدة
- سامي الجابر مايو 2016م
- المصدر [ https://twitter.com/alshababsaudifc الصفحة الرسمية لنادي الشباب عبر تويتر]
- المصدر  - المنتديات الرسمية للنادي

## الجهاز الإداري
| المسمى                                | الاسم               |
| ------------------------------------- | ------------------- |
| الرئيس                                | خالد بن عمر البلطان |
| نائب الرئيس                           | أحمد الكنهل         |
| الرئيس التنفيذي                       | طلال ال الشيخ       |
| عضو مجلس إدارة - الرعاية والاستثمار   | تركي المعجل         |
| عضو مجلس إدارة - الرعاية والاستثمار   | فهد الشعلان         |
| عضو مجلس إدارة - المسؤولية الاجتماعية | فهد العليان         |
| عضو مجلس إدارة - الفئات السنية        | كنعان الكنعاني      |
| إدارة الإعلام والتواصل                | أحمد المسعود        |

### الجهاز الفني للفريق الأول
| المدير الفني    | فيسنتي مورينو    |
| مساعد المدرب    | بابلو ريتشي      |
| مساعد مدرب محلل | بابلو مانويوفيتش |
| مدرب اللياقة    | دييغو أوسيي      |
| مدرب الحراس     | أوراسيو مونتي    |
| مترجم الفريق    | طارق بن جدية     |
| طبيب الفريق     | رائد الرنتيسي    |
| أخصائي العلاج   | ثامر الشهراني    |
| إداري الفريق    | نزار العقيل      |

### الجهاز الفني لفريق «الشباب»
| المدير الفني                  | مالدين بوزوفتش |
| مدرب اللياقة                  | لؤي القيروان   |
| إداري الفريق                  | بسام العزام    |
| المشرف العام & عضو مجلس إدارة | كنعان الكنعاني |

### الجهاز الفني لفريق الناشئين
| المدير الفني                  | أدهم السلحدار      |
| مدرب اللياقة                  | علي ربيع           |
| إداري الفريق                  | بسام سليمان العزام |
| 'مدير الفريق                  | فايز محمد البيشي   |
| المشرف العام & عضو مجلس إدارة | كنعان الكنعاني     |

- المصدر: الصفحة الرسمية لنادي الشباب عبر تويتر

## قائمة رؤساء نادي الشباب
| الاسم                      | من          | إلى         |
| -------------------------- | ----------- | ----------- |
| عبد الله بن أحمد           | 1947        | 1961        |
| عبد الله التويجري          | 1961        | 1966        |
| إبراهيم عبد الله مديني     | 1966        | 1968        |
| عبد الحميد مشخص            | 1968        | 1973        |
| فهد بن ناصر بن عبد العزيز  | 1973        | 1979        |
| سعد بن فيصل بن سعد آل سعود | 1979        | 1980        |
| خالد بن سعد بن فهد آل سعود | 1980        | 1989        |
| محمد بن جمعة الحربي        | 1989        | 1992        |
| خالد بن سعد بن فهد آل سعود | 1992        | 1994        |
| سليمان بن حمد المالك       | 1994        | 1996        |
| خالد بن سعد بن فهد آل سعود | 1996        | 1999        |
| محمد بن عبد الله النويصر   | 1999        | 2000        |
| خالد بن سعد بن فهد آل سعود | 2000        | 2003        |
| طلال بن حسن آل الشيخ       | 2003        | 2005        |
| خالد البلطان               | 2005        | 2006        |
| خالد بن سعد بن فهد آل سعود | 2006        | 2006        |
| خالد البلطان               | 2006        | 2014        |
| خالد بن سعد بن فهد آل سعود | 2014        | 2015        |
| عبد الله بن عامر القريني   | 2015        | 2017        |
| طلال بن حسن آل الشيخ       | أكتوبر 2017 | نوفمبر 2017 |
| أحمد العقيل                | 2017        | 2018        |
| خالد البلطان               | 2018        | 2023        |
| خالد الثنيان               | يوليو 2023  | أغسطس 2023  |
| خليف الهويشان (مؤقت)       | أغسطس 2023  | سبتمبر 2023 |
| محمد بن إبراهيم المنجم     | سبتمبر 2023 | مايو 2025   |

## وصلات خارجية
- الموقع الرسمي لنادي الشباب